# I Should Have Known Better
I Should Have Known Better, seconda traccia dell'album A Hard Day's Night (1964) dei Beatles ed inclusa nell'omonimo film, è un brano musicale composto dal solo John Lennon, ma accreditato, per convenzione, al binomio Lennon-McCartney.

## Il brano

### Storia e composizione
George Harrison acquistò, nel gennaio 1964 a Parigi, il disco Freewheelin' di Bob Dylan, che i Fab Four ammirarono fortemente. In particolare, l'LP influenzò fortemente lo stile compositivo di John Lennon fino alla fine dell'anno seguente, quando il chitarrista statunitense, nel brano 4th Time Around, cantò "Non ho chiesto il tuo appoggio", per cui il "beatle grasso" non compose più un pezzo dylanesco. Il primo brano con una chiara impronta di Dylan è proprio I Should Have Known Better, che inizia, inoltre, con una parte di armonica a bocca che tentava di imitare quelle del musicista folk, diventando uno degli ultimi pezzi dei Beatles ad avere quello strumento, adoperato nelle loro primissime hits Love Me Do, Please Please Me e From Me to You. Il testo del pezzo, secondo un'affermazione dello stesso Lennon, non ha alcun significato. La struttura, che alterna Sol e Re maggiore nelle strofe ed inizia con un Si7 nella sezione a contrasto, è simile a quella di altre composizioni lennoniane del periodo e di altri brani di A Hard Day's Night. Il brano è nella tonalità di Sol maggiore.

### Registrazione
Le sessions per il pezzo iniziarono il 25 febbraio 1964, data in cui vennero fuori anche You Can't Do That, sempre di John, e And I Love Her, scritta principalmente dal compagno. In quell'occasione, vennero registrate tre takes di I Should Have Known Better, leggermente diverse dal risultato finale, che presentavano inoltre un assolo di armonica, sempre nello stile di Dylan, ed un fraseggio di chitarra solista come finale. Solo uno di questi nastri era completo, ed il secondo finiva con una crisi isterica di Lennon perché non riusciva a suonare bene l'armonica. L'indomani, vennero incise altre 18 takes (siamo quindi a quota 21) del pezzo; nuovamente, molte di esse erano incomplete, ma la nona fu la migliore, e su di essa venne sovrainciso il raddoppio vocale e l'armonica. La versione ufficialmente pubblicata è quindi il nastro 22. Per ambedue le sedute di registrazione, effettuate nello Studio 2 degli Abbey Road Studios, il produttore fu George Martin, mentre i fonici Norman Smith e Richard Langham.
I Should Have Known Better venne mixata in mono il 3 marzo, mentre la versione stereofonica del pezzo non venne realizzata fino al 22 giugno. In qualità rispettive di produttore e primo fonico si trovavano sempre Martin e Smith; il secondo fonico a marzo era A.B. Lincoln, mentre a giugno Geoff Emerick. Il brano presenta qualche errore: nell'intro di armonica, c'è un momento in cui cala l'intensità dello strumento, presumibilmente perché John riprende fiato, c'è uno schiocco di dita fuori tempo, ci sono un paio di errori con il raddoppio e, a mezzo minuto dalla fine, si avverte chiaramente un intervento d'edizione.

### Pubblicazione
Seconda traccia dell'edizione britannica di A Hard Day's Night, album pubblicato il 10 luglio 1964, è stata indicata dal suo autore come una dell'omonimo film preferite, assieme a Can't Buy Me Love, If I Fell e Tell Me Why. Nell'edizione statunitense dell'LP, commercializzata a partire dal 26 del mese precedente, compare anche un'altra versione, in questo caso orchestrale, arrangiata e condotta da George Martin. Inoltre, sempre negli States, la canzone era la b-side del singolo A Hard Day's Night, pubblicato il 13 giugno. Come lato B, il brano è arrivato alla 53ª posizione di Billboard Hot 100.
Nel film A Hard Day's Night, si sente I Should Have Known Better nella scena dove i Beatles giocano a carte; in quella sequenza appare Pattie Boyd, futura moglie di George Harrison e di Eric Clapton.
In alcuni Stati europei, il pezzo venne pubblicato su un 45 giri (b-side: Tell Me Why); l'SP arrivò alla prima posizione in Norvegia e nei Paesi Bassi, alla sesta nella Germania Ovest ed alla quindicesima in Italia. Nel 1965, apparve una versione del singolo con al lato B I'll Cry Instead. L'8 marzo 1976, poco più di un mese dopo dallo scadere del contratto dei Beatles con la EMI, vennero pubblicati, nel Regno Unito, ben 23 singoli della band liverpooliana, tutti entrati nella Top 100 britannica; uno dei 23 SP non era mai stato pubblicato: Yesterday/I Should Have Known Better, ed arrivò alla 10ª posizione nelle charts inglesi, diventando il 45 giri con la posizione più alta in classifica di quella sfilza.
In seguito, il brano venne pubblicato sull'EP Extracts (1964) e sulle compilations Hey Jude (1970) e Reel Music (1982), oltre che su numerosi box-set, tra i quali vale la pena citare The U.S. Albums (2014), contenenti le versioni americane degli album, e quindi anche l'arrangiamento orchestrale di I Should Have Known Better. Sebbene registrato ben due volte per la BBC, come altri brani non è mai stato incluso su nessuna pubblicazione ufficiale dei brani incisi per la radio.
Il critico musicale Stephen Thomas Erlewine di AllMusic ha contrassegnato il pezzo come uno dei migliori dell'LP; anche gli utenti del sito "hitparade.ch" lo hanno lodato, dandogli 4 stelle, mentre Leonardo Viani di "Hit Parade Italia" lo ha considerato come il miglior brano lennoniano prima dell'incontro con le droghe. Fuori dal canto è proprio John Lennon, il quale, in un'intervista a Playboy del 1980, ha affermato che si tratta semplicemente di una canzone.

## Formazione
- John Lennon: voce raddoppiata, chitarra ritmica acustica, armonica a bocca
- Paul McCartney: basso elettrico
- George Harrison: chitarra solista
- Ringo Starr: batteria[1][2]

## Cover

### The Beach Boys
I Beach Boys hanno incluso una cover del brano sul loro album Beach Boys' Party! (1965); questa versione è stata cantata da Al Jardine e Carl Wilson. Seconda traccia del LP, sullo stesso album sono contenute altre due canzoni del binomio Lennon-McCartney: Tell Me Why, terza traccia, e You've Got to Hide Your Love Away, sesta traccia.

### Altre reinterpretazioni degne di nota
- Jan & Dean - gennaio 1965
- Johnny Rivers - 1965
- Mary Wells - 1965
- Enuff Z'nuff - 23 settembre 2002
- She & Him - marzo 2008
- Roberta Flack - 7 febbraio 2012[12]

### Adattamenti
| Titolo          | Lingua     | Autore della traduzione | Arista/i ed anno                                                                       |
| --------------- | ---------- | ----------------------- | -------------------------------------------------------------------------------------- |
| Cerca di capire | italiano   | Don Backy               | Dino e I Kings (1964)                                                                  |
| La corde au cou | francese   | Richard Anthony         | Richard Anthony (1964)                                                                 |
| Menina Linda    | portoghese | Renato Barros           | - Renato e Seus Blue Caps (1965) - The Supersonics (1966) - Chiclete Com Banana (2007) |